# Магреб
Ма́греб (на арабски: المغرب العربي, al-Maġrib al-ʿArabī – „намиращото се на запад“, изписвано също Магриб и рядко Могреб, произнасяно и Магре́б – от френски), е историческо наименование на областта от Африка, обхващаща северна Сахара на запад от Нил. В най-тесен смисъл съвпада с района на Атласките планини.
От геополитическа гледна точка се счита, че областта включва Мароко, Западна Сахара, Алжир, Тунис, понякога Либия и рядко Мавритания. Съюзът на Арабския Магреб включва всички изброени държави освен Западна Сахара, заради нейния политически статут – за арабските страни е окупирана от Мароко (което поради тази тяхна позиция не членува в Арабската лига), за редица други е провинция на Мароко.
В различните езици и контексти може да включва различни държави. Във френския език и култура по-специално под Магреб се разбират само бившите френски колонии Алжир, Мароко и Тунис, по-рядко също Либия и Мавритания.
На арабски името Ал-Магреб („намиращото се на запад“) обозначава само Мароко (т.е. за арабите Мароко означава Западът).
Смесеното арабско-берберско население на региона в миналото е наричано в Европа маври.